# 博克尔雷姆
博克尔雷姆是德国石勒苏益格－荷尔斯泰因州的一个市镇。总面积2.69平方公里，总人口143人，其中男性77人，女性66人（2011年12月31日），人口密度53人/平方公里。